# Лакапель-Сегалар
Лакапе́ль-Сегала́р (фр. Lacapelle-Ségalar, окс. La Capèla Segalar) — коммуна во Франции, находится в регионе Юг — Пиренеи. Департамент — Тарн. Входит в состав кантона Кармо-2 Валле-дю-Серу. Округ коммуны — Альби.
Код INSEE коммуны — 81123.

## География
Коммуна расположена приблизительно в 530 км к югу от Парижа, в 75 км северо-восточнее Тулузы, в 25 км к северо-западу от Альби.

## Климат
Климат умеренно-океанический. Зима мягкая и дождливая, лето жаркое с частыми грозами. Ветры довольно редки.

## Население
Население коммуны на 2010 год составляло 96 человек.
| 1962 | 1968 | 1975 | 1982 | 1990 | 1999 | 2010 |
| ---- | ---- | ---- | ---- | ---- | ---- | ---- |
| 154  | 143  | 127  | 107  | 96   | 89   | 96   |

## Администрация
| Период | Период | Фамилия          | Партия        | Примечания                       |
| ------ | ------ | ---------------- | ------------- | -------------------------------- |
| 2001   | 2014   | Анри Нарбон      | Разные правые | член генерального совета кантона |
| 2014   | 2020   | Жерар Терриссоль |               |                                  |

## Экономика
В 2007 году среди 60 человек в трудоспособном возрасте (15—64 лет) 48 были экономически активными, 12 — неактивными (показатель активности — 80,0 %, в 1999 году было 82,0 %). Из 48 активных работали 44 человека (29 мужчин и 15 женщин), безработных было 4 (1 мужчина и 3 женщины). Среди 12 неактивных 3 человека были учениками или студентами, 3 — пенсионерами, 6 были неактивными по другим причинам.